# 三尾紫灰蝶
三尾紫灰蝶（学名：Arhopala abseus），又名內田紫小灰蝶、霧社紫小灰蝶，为灰蝶科嬈灰蝶屬下的一个种。